# Emmanuela Potocka
Emmanuela Potocka, née Emmanuela Maria Carolina Pignatelli di Cerchiara à Naples (Deux-Siciles) le 10 octobre 1852 et morte à Boulogne-Billancourt (France) le 18 décembre 1930, est une salonnière française d'origine italienne.

## Biographie
Son père, le prince Fabrizio Pignatelli di Cerchiara et sa mère, Rosa Capomazza se marient à Naples le 2 janvier 1850. Emmanuela a une sœur aînée, la princesse Gaetana  Pignatelli di Cerchiara Sa mère se remarie à Naples le 5 octobre 1856 à son oncle, le duc Capece Galeota della Regina qui était à Saint-Pétersbourg le jour de son propre mariage.
La jeune Emmanuela épouse à Londres, le 5 novembre 1870, le comte polonais Félix-Nicolas Potocki qui possède une grande fortune, et se fait naturaliser français en 1905. Selon le comte de Vaux, ami de Maupassant, Nicolas Potocki « est un des sportsmen les plus distingués de la colonie étrangère de Paris. On le rencontre partout où se montre le monde élégant : c'est un des étrangers le plus parisien de Paris. Homme d'une grande distinction, d'une fortune considérable, le comte Potocki appartient aux traditions de la haute vie ».
Guy de Maupassant est présenté à la comtesse Potocka en 1882 par son ami Georges Legrand. Il entre alors dans le monde aristocratique.
La comtesse recevait alors dans son hôtel du 35, avenue de Friedland une cour de jeunes gens et prétendants qui se livraient pour elle à diverses démonstrations d’allégeance. Au rang des privilégiés de cette fraternité (ou morts d'amour pour elle) connue sous le nom de  « Macchabées », se trouvaient Jacques-Émile Blanche, Jean Béraud, Paul Bourget, Albert Cahen, Elme-Marie Caro, Charles Ephrussi, Jean-Louis Forain, Henri Gervex, le duc de Luynes, Frédéric Mistral, Guy de Maupassant, Robert de Montesquiou, Samuel Pozzi, Gustave Schlumberger et Charles-Marie Widor.

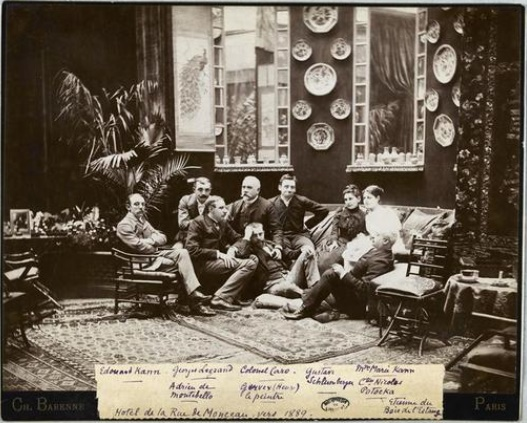
Hôtel de la rue de Monceau vers 1889, la comtesse Potocka est en blanc, Étienne Dubois de L’Estang à ses pieds à sa gauche, Marie Kann à sa droite.

La comtesse était en effet, l'instigatrice d'un dîner scandaleux qui avait lieu tous les vendredis (avec vaisselle de vermeil, verres de cristal, buissons de roses et domestiques en livrée) culte particulier de l'Amour, le « dîner des Macchabées » Chaque convive devait y jouer le rôle d'un mort d'amour, c'est-à-dire mort d'épuisement pour s'être trop adonné aux ébats amoureux,. Les lauréats recevaient une « breloque » bijou emblématique qui portait la devise « Qui m'aime, me suive » qui impliquait un engagement des « pourceaux ». Parfois, cela se terminait en bacchanale. La comtesse fit tant souffrir Maupassant par ses sarcasmes, qu'il la quitta pour aller chez Marie Kann, qui tenait salon aussi.
Les époux Potocki vivaient chacun leur vie de leur côté, le comte allant à la chasse et Emmanuela tenant son salon. La comtesse abandonna le domicile conjugal en décembre 1887, pour vivre chez sa mère, la duchesse Rosa, 14 bis rue de Chateaubriand. Les époux Potocki ne divorcèrent jamais, mais il y eut bien une séparation  de corps et de biens qui fut prononcée le 17 juillet 1901.
La comtesse déménagea alors au 41 rue Théophile Gautier, dans le 16e. Elle décéda à Boulogne-Billancourt le 18 décembre 1930 et fut enterrée au cimetière du Père-Lachaise.

## Témoignages et hommages
Elme Caro a laissé de la comtesse ce portrait : 

« On a retracé sa beauté en termes lyriques. Cela ne suffirait pas à la peindre. La beauté attire, mais quand elle est trop superbe, elle ne retient pas, elle offense. L'Esprit, elle en a à faire peur, mais l'esprit ne retient pas, il humilie souvent par la comparaison. Le caractère ? Il est terrible et charmant chez elle, selon les heures. Quel est donc l'attrait qui retient irrésistiblement près d'elle, ceux qui l'ont connue ?
 C'est une grâce qui est si naturelle, qu'elle est comme l'ondulation vivante de sa beauté ; c'est un air de tête qui captive le regard ; ce sont des sinuosités inattendus dans l'attitude, une souplesse extraordinaire de mouvements, une démarche coulante et fluide, sans bruits, c'est l'éclair simultané qui part en même temps de deux yeux profonds et d'une ravissante bouche d'enfant. Avec cela une câlinerie féline quand elle le veut et un art de refuser plus aimable chez elle que l'art d'accorder chez les autres. 
 Voilà la grâce telle que j'ai pu en analyser les traits chez elle. Ajoutez-y la magie, je ne sais quel pouvoir de fascination supérieure. La grâce, associée de magie, voilà la séduction. 
 Emm... n'est pas séduisante ; elle est la séduction même, et voilà la fatalité qu'elle emporte partout avec elle et qui se révèle partout ... »

Jacques-Émile Blanche a laissé également cette description : « Le regard d'Emmanuela était tout, dans un visage poli comme une pomme. Sans fard, sans poudre, en bandeaux lisses, elle laissait derrière elle un sillage de Shaws Caprice, parfum inventé pour elle par Guerlain. Une cravate de gaze nouée sous le menton et un rang de perles étaient sa seule parure. On ne l'avait vue décolletée. Le soir, ni tiare, ni croissant de diamants. Poitrine plate, sur une taille épaisse, le corps court et hommasse, main aux doigts carrés au bout. [...] Sa mise modeste quoique d'une élégance unique, tranchait singulièrement sur les falbalas à la mode. »,. Jacques-Émile Blanche la peindra sous les traits de la princesse Lucia Pegloso, dans son roman Aymeris. Elle est aussi la Duchesse Bleue de Paul Bourget.

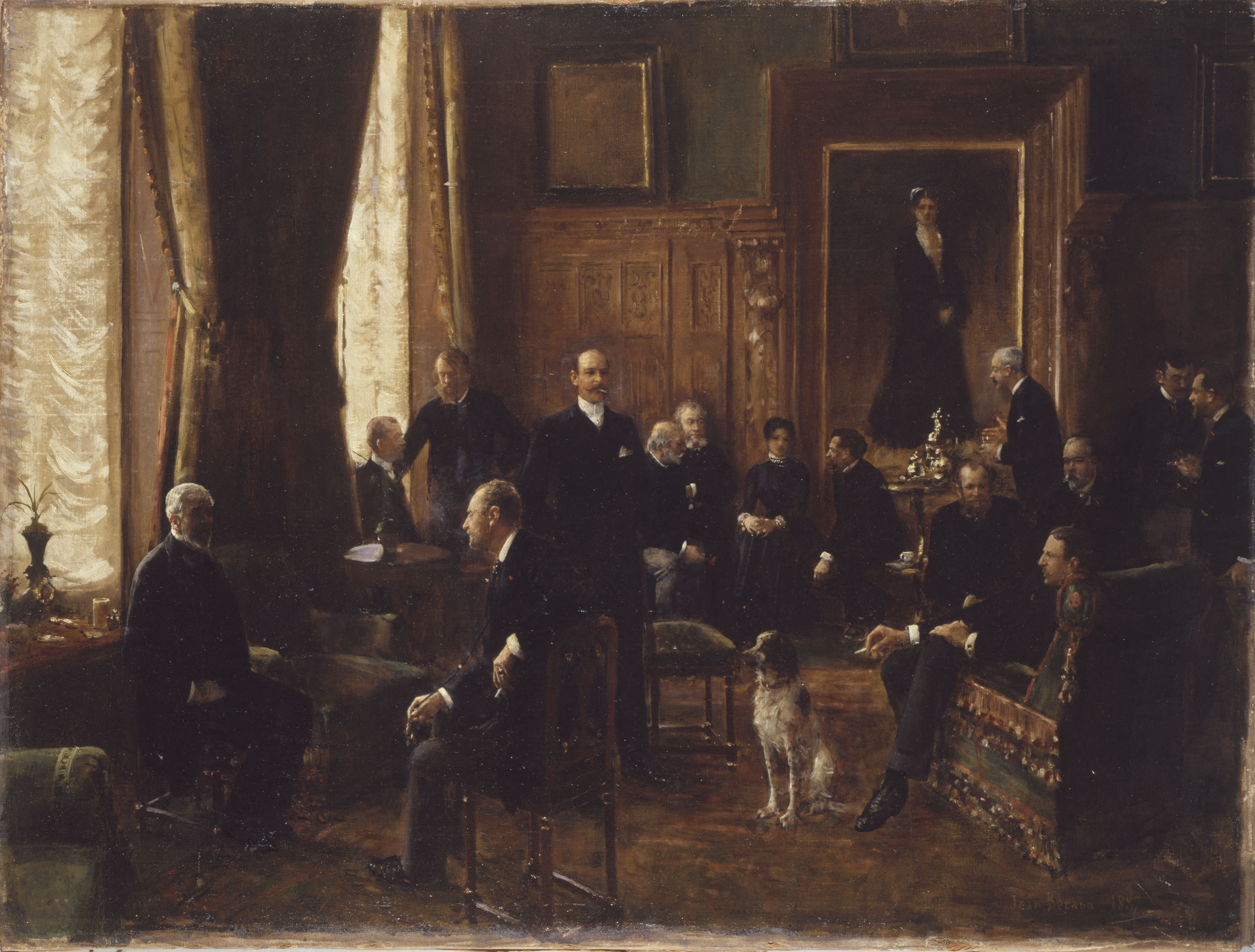
Le salon de la comtesse Potocka, Jean Béraud, 1887.

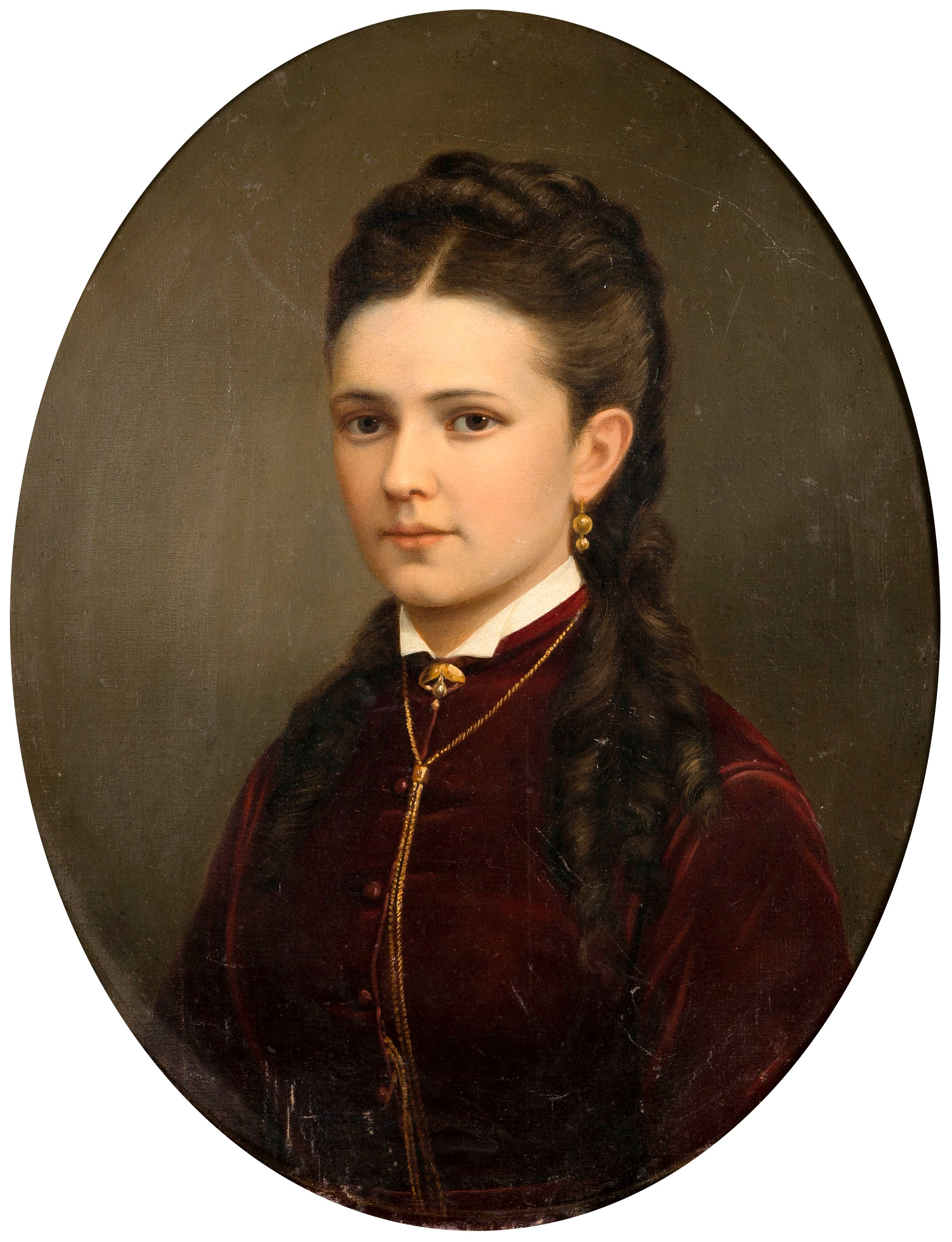
Emmanuela Potocka par Ludwig Knaus.

Marcel Proust dans « Le Salon de la comtesse Potocka », texte publié sous le pseudonyme d'Horatio dans le Figaro du 13 mai 1904  décrit la comtesse dans son salon à Auteuil, où elle s'est installée en 1901 depuis sa séparation d'avec le comte Potocki. Proust dessine un portrait flatteur de la maîtresse de maison, « bien séduisante avec sa beauté antique, sa majesté romaine, sa grâce florentine, sa politesse française et son esprit parisien ». La comtesse dans son « exil affectif » est « entourée des pauvres chiens boiteux qu'elle recueille », lesquels « faisaient trop de bruit à Paris et gênaient les voisins »,Marcel Proust aurait trouvé en elle les traits de la duchesse de Guermantes.
Jean Béraud auteur de « tableaux familiers de la vie parisienne, exécutés avec beaucoup de verve et d'imagination » primé aux Salons de 1882 et 1887 a peint en 1887, le salon de la comtesse. Le tableau la représente dans son hôtel de l'avenue de Friedland, seule femme entourée de figures masculines. Jean Béraud s'est représenté parmi Gervex, Detaille. Au centre de la composition trône un chien. 
Maupassant a composé un poème sur un éventail, qu'il lui offrit :
À Madame la comtesse Potocka

Vous voulez des vers? - Eh bien non,

Je n’écrirai sur cette chose

Qui fait du vent, ni vers, ni prose ;

Je n’écrirai rien que mon nom ;

Pour qu’en vous éventant la face,

Votre œil le voie et qu’il vous fasse

Sous le souffle frais et léger,

Penser à moi sans y songer.
— Guy de Maupassant
Maupassant et la comtesse entretinrent des liens étroits, et jusqu'au bout, l'écrivain lui adressa des lettres où il contait ses heurs et malheurs.

### Emmanuela Potocka dans l'œuvre de Maupassant
La comtesse apparait sous les traits de Christiane Andermatt dans Mont-Oriol, et dans Notre cœur sous les traits de la baronne de Frémines.
La nouvelle Miss Harriet est dédiée « à Madame… », mais sur le manuscrit qui servit à l’impression initiale de la nouvelle il est écrit « À madame la comtesse Potocka / hommage d’un ami dévoué / Guy de Maupassant ».